# Israel Ochoa Plazas
Israel Antonio Ochoa Plazas (Paipa, departament de Boyacá, 26 d'agost de 1964) és un ciclista colombià, que va `competir del 1992 al 2011, en diferents equips professionals i amateurs. Va guanyar un Campionat nacional en ruta i tres cops el de contrarellotge.
El seu fill Diego també s'ha dedicat al ciclisme professionalment.

## Palmarès
- 1991
  - Vencedor d'una etapa del Clàssic RCN
- 1992
  - Vencedor d'una etapa de la Volta al Táchira
- 1994
  - Vencedor d'una etapa de la Volta a Colòmbia
  - Vencedor de 2 etapes de la Ruta Mèxic
- 1996
  - 1r del Clàssic RCN i vencedor d'una etapa
- 1997
  - 1r de la Volta a Boyacá
  - Vencedor d'una etapa de la Volta a Colòmbia
- 1998
  - 1r de la Volta a Cundinamarca
  - Vencedor d'una etapa del Clàssic RCN
  - Vencedor de 2 etapes de la Volta a Guatemala
- 1999
  - Vencedor d'una etapa de la Volta a Colòmbia
- 2000
  -  Campió de Colòmbia en contrarellotge
  - Vencedor d'una etapa de la Volta a Xile
  - Vencedor d'una etapa de la Volta a Cundinamarca
- 2002
  - Vencedor d'una etapa de la Volta a Colòmbia
- 2003
  - 1r de la Volta a Boyacá i vencedor d'una etapa
- 2004
  -  Campió de Colòmbia en ruta
  -  Campió de Colòmbia en contrarellotge
  - 1r de la Volta a Costa Rica i vencedor d'una etapa
  - Vencedor d'una etapa de la Doble Copacabana Grand Prix Fides
- 2005
  - Vencedor d'una etapa de la Volta a Boyacá
  - Vencedor d'una etapa de la Volta a Antioquia
  - Vencedor d'una etapa de la Doble Copacabana Grand Prix Fides
- 2006
  - 1r de la Volta a Boyacá i vencedor d'una etapa
- 2007
  - Vencedor de 2 etapes del Clàssic RCN
- 2008
  -  Campió de Colòmbia en contrarellotge
- 2009
  - Vencedor d'una etapa del Clàssic RCN
  - Vencedor d'una etapa de la Volta a l'Equador

### Resultats a la Volta a Espanya
- 1993. Abandona (5a etapa)